# District de La Chaux-de-Fonds
Le district de La Chaux-de-Fonds est un ancien district suisse, situé dans le canton de Neuchâtel. Il compte 3 communes.

## Histoire
Dans le cadre de la réforme des institutions cantonales adoptée par référendum le 24 septembre 2017, et l'instauration d'une circonscription électorale unique, le district est supprimé le 1er janvier 2018 ; son rôle de découpage statistique est repris par la région Montagnes, incluant aussi le district du Locle,,.

## Communes
Voici la liste des communes qui composaient le district avec, pour chacune, sa population.
| Nom               | N° OFS | Population (décembre 2022) |
| ----------------- | ------ | -------------------------- |
| La Chaux-de-Fonds | 6421   | +036 527,                  |
| La Sagne          | 6423   | +001 069,                  |
| Les Planchettes   | 6422   | +000213,                   |
| Total             | Total  | +039 796,                  |